# Жидкостный ракетный двигатель открытого цикла

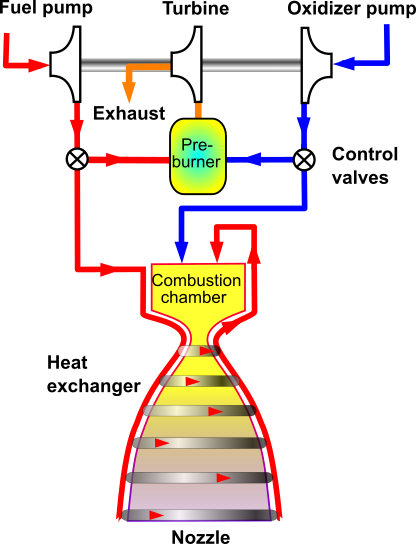
Схема открытого цикла работы ЖРД с независимым газовым генератором. Часть топлива и окислителя сжигается отдельно для работы топливных насосов с последующим избавлением от газа. Большинство ЖРД используют топливо для охлаждения сопел

«ЖРД c открытым циклом», «ЖРД без дожигания» (англ. Gas-generator cycle) — схема работы жидкостного ракетного двигателя, использующего два жидких компонента — горючее и окислитель. Часть топлива сжигается в газогенераторе, и полученный горячий газ (часто называемый генераторным газом) используется для приведения в действие топливных насосов, после чего сбрасывается. Открытую схему ЖРД также называют газогенераторным циклом. В некоторых случаях для привода турбины используется отдельное топливо, в частности однокомпонентное, такое как пероксид водорода, разлагаемое в каталитическом газогенераторе. Так получают генераторный газ двигатели давней разработки, впрочем, некоторые из них, такие, как РД-107, РД-108, весьма активно используются и сейчас. Также использовались твердотопливные газогенераторы с шашкой специальной формы, обеспечивающей постоянство поверхности горения (а значит, и частоты вращения турбонасосного агрегата) во время работы. По такой схеме работал пусковой газогенератор с пороховой шашкой для раскрутки турбины и запуска основного газогенератора двигателя ЖРД советской ракеты 8К14 («Скад») и аналогичных ей. 
Существует определенные преимущества открытого цикла по сравнению c ЖРД закрытого цикла. В данном случае нет необходимости обеспечивать подачу полученного генераторного газа в камеру сгорания, находящуюся под высоким давлением, что позволяет турбине производить больше энергии и увеличить давление в камере сгорания, таким образом увеличивая удельный импульс или эффективность. Также это уменьшает износ турбины, увеличивает её надежность, сокращает стоимость производства и увеличивает время службы турбины, что особенно важно в случае применения на многоразовой системе.
Основным недостатком является потеря эффективности в силу неиспользованного для создания тяги топлива, хотя эта потеря эффективности может быть скомпенсирована созданием двигателей с более высоким давлением в камере сгорания, что приводит к росту практического КПД. Отработанный генераторный газ часто сбрасывается через отдельное сопло, создавая тем самым дополнительную тягу. Но даже в этом случае открытый цикл имеет тенденцию быть менее эффективным по сравнению с закрытым циклом с дожиганием генераторного газа (англ. staged combustion cycle, «цикл поэтапного сгорания»).
Как и в большинстве криогенных ЖРД, при открытом цикле часть топлива используется для охлаждения сопла, стенок камеры сгорания и газогенератора. Существующие в настоящее время конструкционные материалы не в состоянии противостоять экстремальным температурам при сжигании топлива и окислителя. Используя современные технологии и материалы, охлаждение позволяет использовать ЖРД в течение более продолжительного времени. Без охлаждения камер сгорания и сопел, двигатель подвергся бы катастрофическому разрушению.
Последними примерами разработанных двигателей открытого цикла являются ЖРД «Мерлин» на РН «Фалькон 9» (SpaceX) и ЖРД «Вулкан» на РН «Ариан 5» (ЕКА).

## Внешние ссылки
1. ↑  Жидкий водород в качестве ракетного топлива, 1945-1959, Охлаждение [[ЖРД]] (en). Дата обращения: 31 марта 2009. Архивировано 27 октября 2020 года.

## Дополнительные ссылки
- Энергетические циклы ЖРД (en)